# مبدل فرکانس

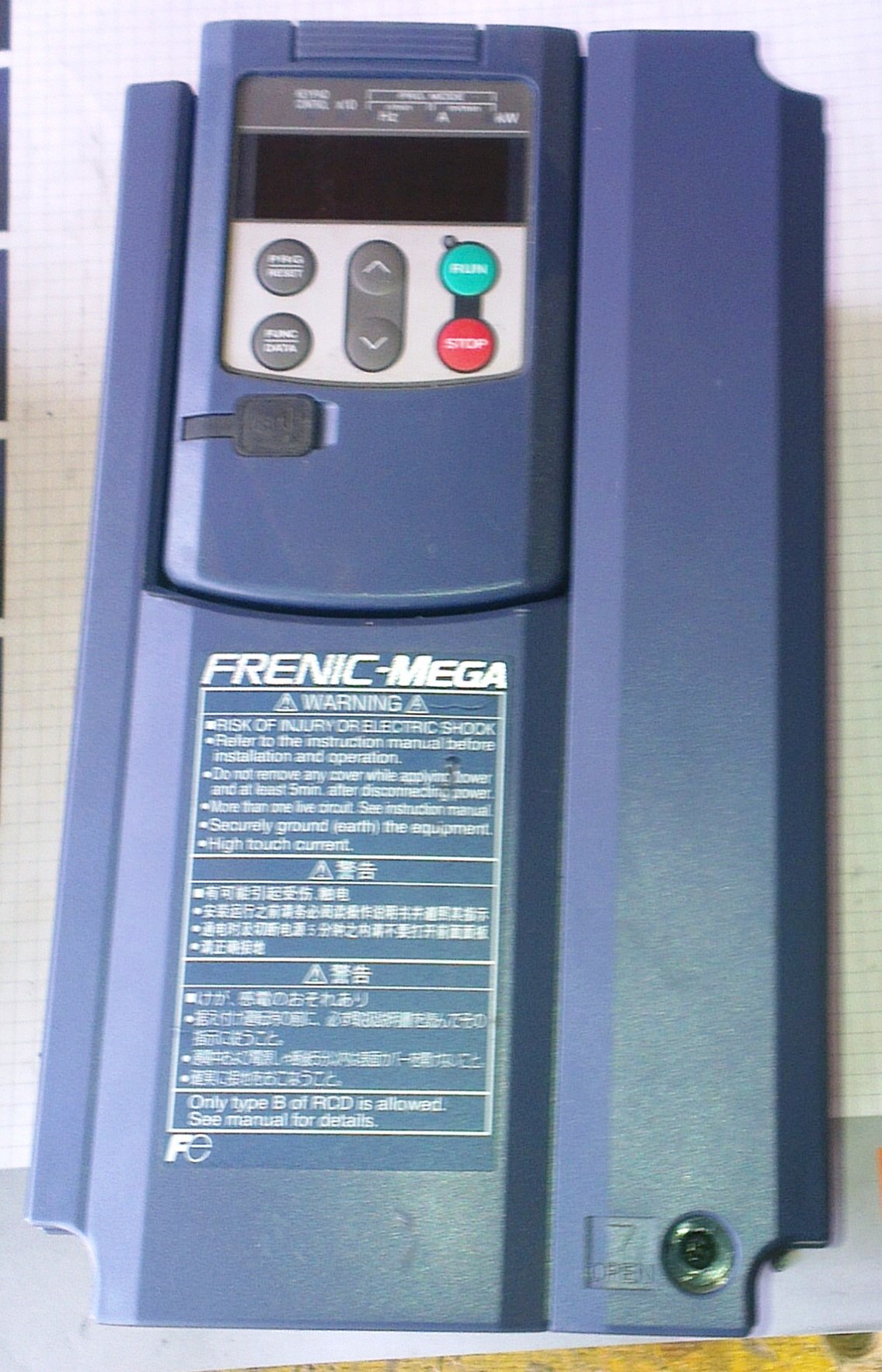
مبدل فرکانس

دگرگون‌ساز بسامد یا مبدل فرکانس (انگلیسی: Frequency changer) دستگاهی الکترونیکی یا الکترومکانیکی است که جریان متناوب  با یک نوع فرکانس (بسامد) را به فرکانسی دیگر تغییر می‌دهد. این دستگاه ممکن است قابلیت تغییر ولتاژ نیز داشته باشد البته تغییر ولتاژ در مقایسه با تغییر فرکانس عمل ساده‌تری هست. در حالت تغییر فرکانس به روش الکترومکانیکی از موتور جنراتور استفاده می‌شود. در حالت الکترونیکی معمولا با استفاده از یکسوساز برق ورودی به جریان مستقیم تبدیل می‌شود سپس تبدیل به برق جریان متناوب با فرکانس مورد هدف می‌شود.